# Красногвардейский район (Адыгея)
Красногварде́йский райо́н (адыг. Красногвардейскэ къедзыгъо) — административно-территориальная единица и муниципальное образование (муниципальный район) в составе Республики Адыгея Российской Федерации.
Административный центр — село Красногвардейское.

## География
Расположен в северо-западной части Республики Адыгея. Общая площадь территории района составляет 752,52 км².
Граничит на востоке с Шовгеновским, на юго-западе — с Теучежским районами Адыгеи, а также на западе через Краснодарское водохранилище и Кубань — с Краснодарским городским округом и Динским районом, на юге — с Белореченским, на севере — с Усть-Лабинским районами Краснодарского края.
Район находится в равнинной зоне республики. Рельеф местности слаборасчленённый и слабоволнистый характер, с общим понижением с юго-востока на северо-запад к Краснодарскому водохранилищу. В почвенном покрове района наибольшее распространение получили выщелоченные чернозёмы.
Главной водной артерией района являются реки — Лаба и Кубань. На территории района в Лабу впадают реки (левые притоки) — Псенафа, Гиага, Псенчук и др. В Кубань в свою очередь впадает река — Белая, чуть ниже аула Адамий.
Климат на территории округа влажный умеренный, с ощутимым влиянием близости Чёрного моря. Средние показатели температуры воздуха колеблется от +24,0°С в июле, до 0°С в январе. Наиболее высокие температуры воздуха наблюдаются в начале августа, а наиболее низкие в конце января или в начале февраля. Среднегодовое количество осадков составляет около 700 мм. Наибольшее количество осадков выпадает в летний период.

## История
Красногвардейский район был образован 7 февраля 1929 года в составе Адыгейской автономной области Азово-Черноморского края в результате преобразования упразднённого Преображенского района. Первоначально в его состав вошли 11 сельсоветов: Адамиевский, Белосельский, Верхненазаровский, Джамбичиевский, Дукмасовский, Еленовский, Курго-Терновский, Николаевский, Новосевастопольский, Саратовский, Хатукайский.
11 ноября 1961 года центр района село Николаевское было переименовано в Красногвардейское.
В 1993 году была прекращена деятельность сельских советов, а территории сельских администраций преобразованы в сельские округа. В 2005 году в районе упразднены сельские округа и созданы 7 сельских поселений.

## Население
| 1959    | 1970    | 1979    | 1989    | 2002    | 2010    | 2011    | 2012    | 2013    |
| ------- | ------- | ------- | ------- | ------- | ------- | ------- | ------- | ------- |
| 28 181  | ↗34 459 | ↘31 665 | ↘29 953 | ↗31 536 | ↘30 868 | ↗30 870 | ↗30 993 | ↗31 005 |
| 2014    | 2015    | 2016    | 2017    | 2018    | 2019    | 2020    | 2021    | 2023    |
| ↗31 157 | ↗31 246 | ↗31 365 | ↗31 511 | ↗31 765 | ↗32 000 | ↗32 125 | ↘32 049 | ↘31 977 |
| 2024    |         |         |         |         |         |         |         |         |
| ↗32 095 |         |         |         |         |         |         |         |         |

Национальный состав
По итогам переписи населения 2020 года проживали следующие национальности (национальности менее 0,2 % и другое см. в сноске к строке «Другие»):
| Национальность  | Численность, чел. | Доля     |
| --------------- | ----------------- | -------- |
| Русские         | 19 417            | 60,59 %  |
| Адыги (черкесы) | 4 754             | 14,83 %  |
| Курды           | 4 589             | 14,32 %  |
| Армяне          | 693               | 2,16 %   |
| Азербайджанцы   | 616               | 1,92 %   |
| Цыгане          | 156               | 0,49 %   |
| Украинцы        | 135               | 0,42 %   |
| Другие          | 1689              | 5,27 %   |
| Итого           | 32 049            | 100,00 % |

Половозрастной состав
По данным Всероссийской переписи населения 2010 года:
| Возраст     | Мужчины, чел. | Женщины, чел. | Общая численность, чел. | Доля от всего населения, % |
| ----------- | ------------- | ------------- | ----------------------- | -------------------------- |
| 0 — 14 лет  | 3 098         | 2 718         | 5 816                   | 18,84 %                    |
| 15 — 59 лет | 9 428         | 9 621         | 19 049                  | 61,71 %                    |
| от 60 лет   | 2 197         | 3 806         | 6 003                   | 19,45 %                    |
| Всего       | 14 723        | 16 145        | 30 868                  | 100,0 %                    |

Мужчины — 14 723 чел. (47,7 %). Женщины — 16 145 чел. (52,3 %).
Средний возраст населения: 38,7 лет. Средний возраст мужчин: 36,0 лет. Средний возраст женщин: 41,1 лет. 
Медианный возраст населения: 38,2 лет. Медианный возраст мужчин: 35,2 лет. Медианный возраст женщин: 41,1 лет.

## Муниципальное устройство
В рамках организации местного самоуправления муниципальный район делится на 7 сельских поселений:
| № | Муниципальное образование            | Административный центр | Количество населённых пунктов | Население (чел.) | Площадь (км²) |
| - | ------------------------------------ | ---------------------- | ----------------------------- | ---------------- | ------------- |
| 1 | Белосельское сельское поселение      | село Белое             | 6                             | ↗5478            | 118,19        |
| 2 | Большесидоровское сельское поселение | село Большесидоровское | 2                             | ↘2364            | 75,01         |
| 3 | Еленовское сельское поселение        | село Еленовское        | 4                             | ↗3231            | 107,23        |
| 4 | Красногвардейское сельское поселение | село Красногвардейское | 3                             | ↘10 785          | 240,18        |
| 5 | Садовское сельское поселение         | село Садовое           | 3                             | ↗3077            | 59,03         |
| 6 | Уляпское сельское поселение          | аул Уляп               | 2                             | ↘1912            | 79,70         |
| 7 | Хатукайское сельское поселение       | аул Хатукай            | 5                             | ↗5248            | 46,18         |

## Населённые пункты
Распределение населения района
 с. Красногвардейское (29,19 %) а. Хатукай (16,12 %) с. Белое (9,26 %) с. Еленовское (8,51 %) с. Большесидоровское (5,32 %) Остальные (31,6 %)
В Красногвардейском районе 25 сельских населённых пунктов:
| №  | Населённый пункт    | Тип     | Население | Муниципальное образование            |
| -- | ------------------- | ------- | --------- | ------------------------------------ |
| 1  | Адамий              | аул     | ↗1314     | Красногвардейское сельское поселение |
| 2  | Белое               | село    | ↗2971     | Белосельское сельское поселение      |
| 3  | Бжедугхабль         | аул     | ↗1001     | Садовское сельское поселение         |
| 4  | Богурсуков          | хутор   | ↘163      | Белосельское сельское поселение      |
| 5  | Большесидоровское   | село    | ↘1707     | Большесидоровское сельское поселение |
| 6  | Верхненазаровское   | село    | ↗591      | Садовское сельское поселение         |
| 7  | Водный              | посёлок | →0        | Хатукайское сельское поселение       |
| 8  | Джамбечий           | аул     | ↗657      | Большесидоровское сельское поселение |
| 9  | Догужиев            | хутор   | →13       | Еленовское сельское поселение        |
| 10 | Еленовское          | село    | ↗2732     | Еленовское сельское поселение        |
| 11 | Красногвардейское   | село    | ↘9367     | Красногвардейское сельское поселение |
| 12 | Лесной              | посёлок | →0        | Хатукайское сельское поселение       |
| 13 | Мирный              | посёлок | →5        | Белосельское сельское поселение      |
| 14 | Набережный          | посёлок | ↗69       | Хатукайское сельское поселение       |
| 15 | Новосевастопольское | село    | ↗752      | Белосельское сельское поселение      |
| 16 | Папенков            | хутор   | ↘19       | Белосельское сельское поселение      |
| 17 | Преображенское      | село    | ↗1568     | Белосельское сельское поселение      |
| 18 | Пустосёлов          | хутор   | ↗10       | Еленовское сельское поселение        |
| 19 | Садовое             | село    | ↗1485     | Садовское сельское поселение         |
| 20 | Саратовский         | хутор   | ↗476      | Еленовское сельское поселение        |
| 21 | Свободный           | посёлок | ↗6        | Хатукайское сельское поселение       |
| 22 | Уляп                | аул     | ↗1414     | Уляпское сельское поселение          |
| 23 | Хатукай             | аул     | ↗5173     | Хатукайское сельское поселение       |
| 24 | Чумаков             | хутор   | →104      | Красногвардейское сельское поселение |
| 25 | Штурбино            | село    | ↘498      | Уляпское сельское поселение          |

## Местные органы власти
Администрация Красногвардейского муниципального района — село Красногвардейское, ул. Чапаева, 93.
Структуру органов местного самоуправления муниципального образования составляют:
- Совет местного самоуправления Красногвардейского муниципального района — выборный представительный орган района;
  - Председатель совета местного самоуправления Красногвардейского муниципального района — высшее должностное лицо района;
- Местная администрация Красногвардейского муниципального района — исполнительно-распорядительный орган района;
  - Глава местной администрации Красногвардейского муниципального района — глава исполнительной власти в районе.

Глава местной (районной) администрации
- Губжоков Темур Ислямович (с 22 мая 2020 года)

Председатель Совета Народных депутатов (районного совета)
- Выставкина Анна Владимировна (с 29 сентября 2017 года)

Список депутатов СНД Красногвардейского муниципального района IV созыва (2016-2020).
| Анчеков Бислан Асланчериевич      |
| Воробьев Николай Владимирович     |
| Выставкина Анна Владимировна      |
| Глуходед Владимир Иванович        |
| Голосовский Николай Александрович |
| Зоболева Евгения Демьяновна       |
| Котрова Татьяна Викторовна        |

| Красовская Оксана Николаевна |
| Кудаев Айдамир Муратович     |
| Кузьминова Мария Михайловна  |
| Куфанов Анзор Муратович      |
| Лапита Галина Николаевна     |
| Набоков Нальбий Кирович      |

| Пчихачев Азамат Кимович      |
| Сапрунова Татьяна Николаевна |
| Тхитлянов Эдуард Алиевич     |
| Ханапов Айтеч Казбекович     |
| Хачмафов Ахмед Джафарович    |
| Шеожев Мурадин Айсович       |

Руководители администрации района
- Федорко Фёдор Петрович — с 1992 по 1999 год;
- Тхитлянов Вячеслав Ереджибович — с 1999 по 2017 год;
- Османов Альберт Теучежович — с 2017 по 2020 год.

## Экономика
Промышленность – ведущая отрасль экономики, влияющая на социально-экономическое состояние района. Наибольший вклад в районные показатели вносят предприятия: ООО «Красногвардейский молочный завод» (производство и переработка молочной продукции), ООО «Диас» (производство сельхозорудий), ЗАО «Содружество» (производство растительных масел). На 2015 год на их долю приходилось около 79,20% промышленной продукции района. Малые предприятия обеспечили 39% промышленной отгрузки района. Кроме того ведётся добыча и разработка нерудных материалов (песок, гравий, щебень). 
В сельском хозяйстве большее развитие получило растениеводство и меньшее животноводство. Основой растениеводческого комплекса района остается производство зерна. Основная доля производства зерна приходится на крестьянско-фермерские хозяйства (КФХ) — 80,7% от общего валового сбора. Также в районе широко распространено овощеводство, популярное у крестьянско-фермерских хозяйств и личных подсобных хозяйств. 
Также в районе возрождается возделывание риса, производством которого занимаются три крупных сельскохозяйственных предприятия и 3 КФХ. 
В животноводстве наибольшее развитие получило молочное производство, развито птицеводство. Ведущими предприятиями в сфере животноводства являются СПК — «Колхоз Ленина», «Родина» и «Штурбино». 
Всего агропромышленный комплекс Красногвардейского района состоит из:
- 1 закрытого акционерного общества (ЗАО);
- 7 Обществ с ограниченной ответственностью (ООО);
- 8 сельскохозяйственных производственных кооперативов (СПК);
- 230 крестьянско-фермерских хозяйств (КФХ);
- 11118 личных подсобных хозяйств[27].

## Транспорт
Авиационное и железнодорожное транспортное сообщения в районе отсутствуют. 
Главными автомобильными артериями района являются: автотрасса А-160 «Майкоп-Кореновск», и автодороги 79H-LXV «Красногвардейское — Гиагинская» и 79K-CX «Бжедугохабль — Адыгейск». 
Все населённые пункты имеют наложенную рейсовую связь с районным центром, а также с городами Майкоп, Усть-Лабинск и Краснодар. Расстояние от районного центра Красногвардейское до города Майкоп составляет около 75 км. 

## Средства массовой информации
- Издаётся районная газета «Дружба»[28], тиражируемая на территории района и освящающая события, происходящие в нём. Выпускается два раза в неделю.
- Официальный сайт администрации муниципального района.
- Официальные страницы администрации муниципального района в популярных социальных сетях.

## Известные уроженцы
Родившиеся в Красногвардейском районе.